# Caularthron

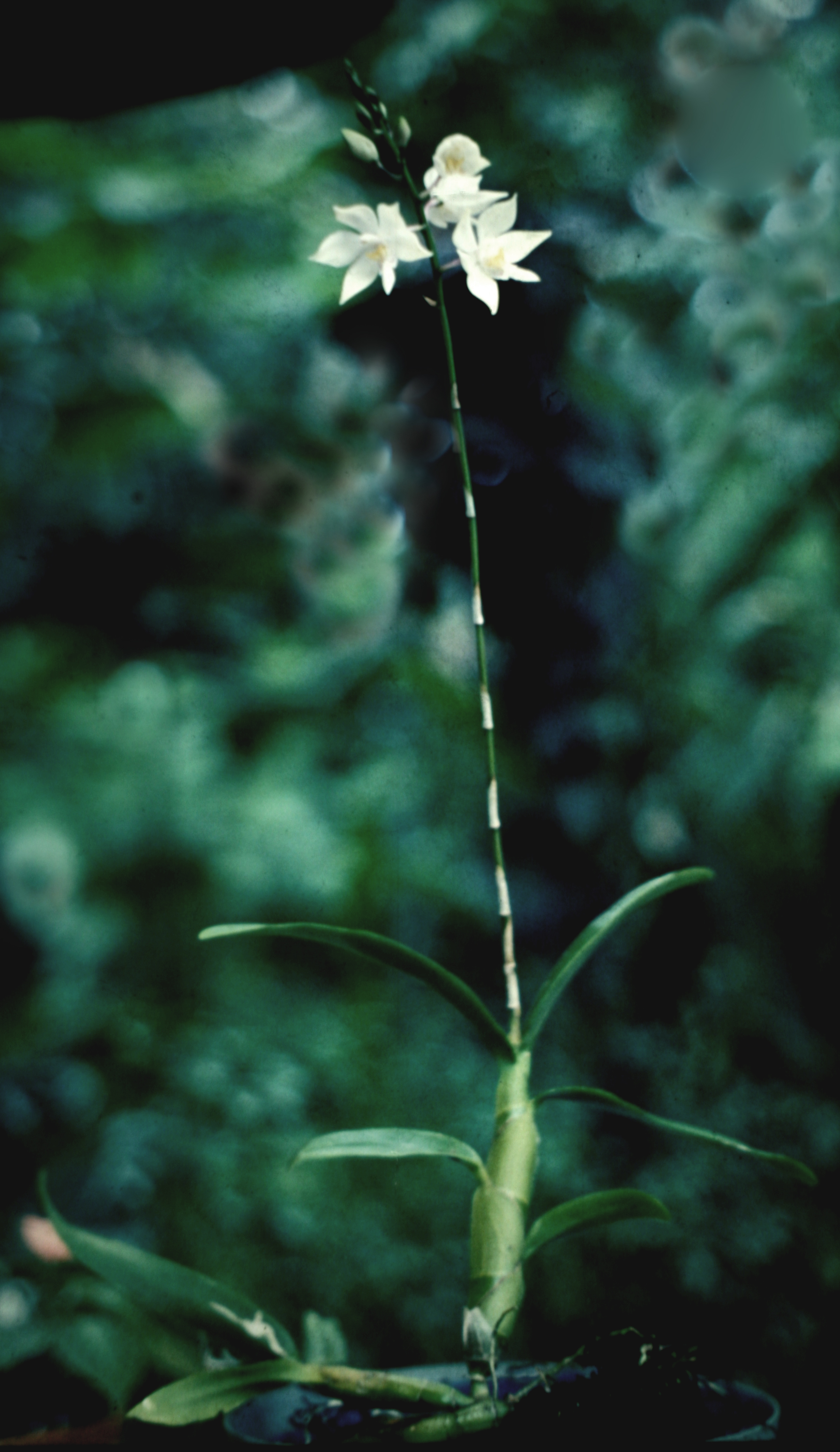
Blühende Pflanze von Caularthron bicornutum

Die Gattung Caularthron aus der Familie der Orchideen (Orchidaceae) umfasst vier Pflanzenarten, die alle in Mittel- und Südamerika vorkommen. Die Pflanzen wachsen meist epiphytisch oder an Felsen.

## Beschreibung
Alle Arten dieser Gattung bilden an einem kriechenden Rhizom in kurzem Abstand Pseudobulben. Diese sind lang und zigarrenförmig, sie bestehen aus mehreren Internodien. An der Basis sind sie durch eine stielartige Einschnürung vom Rhizom abgesetzt. Manchmal sind sie hohl und werden von Ameisen bewohnt. Rhizom und Spross sind von häutigen Niederblättern umgeben. Im oberen Bereich der Pseudobulben sitzen mehrere, zweizeilig angeordnete Laubblätter. Die Blätter sind lang-oval, fleischig, in der Knospe längs der Mittelrippe gefaltet.
Der traubige Blütenstand erscheint an der Spitze der Sprosse, ohne Blütenscheide. Die resupinierten Blüten öffnen sich sukzessive von unten nach oben. Die Sepalen und Petalen sind annähernd gleich geformt und weiß oder rosa gefärbt, die drei inneren Blütenblätter sind meist breiter, alle Blütenblätter sind am Ende zugespitzt. Die Lippe ist ungelappt oder dreilappig mit kleinen Seitenlappen. Auf der Lippe sitzen zwei große, von unten hohle Ausstülpungen. Die Lippe ist nicht mit der Säule verwachsen. Die Säule ist kurz und mit zwei fleischigen Flügeln am Ende verbreitert. Das Staubblatt sitzt am Ende der Säule oder ist etwas auf die Oberseite verschoben, es enthält vier Pollinien.

## Verbreitung
Die Arten der Gattung Caularthron kommen von Mexiko über Mittelamerika und die Karibik bis nach Südamerika vor. Sie wachsen dort als Epiphyten in periodisch trockenen Wäldern niedriger Höhenlagen. 

## Taxonomie und Systematik
Die Gattung Caularthron wurde 1837 von Constantine Samuel Rafinesque in Flora Telluriana Teil 2, Seite 40 erstbeschrieben.
Innerhalb der Unterfamilie Epidendroideae wird die Gattung Caularthron in die Tribus Epidendreae und dort in die Subtribus Laeliinae eingeordnet. Caularthron ist nah verwandt mit Epidendrum, Oerstedella, Barkeria, Orleanesia.
Es wurden folgende vier Arten in dieser Gattung beschrieben:
- Caularthron amazonicum (Schltr.) H.G.Jones, Trinidad, Venezuela und nördliches Brasilien.[2]
- Caularthron bicornutum (Hook.) Raf., nördliches Südamerika.[2]
- Caularthron bilamellatum (Rchb.f.) R.E.Schult., Mexiko bis Brasilien.[2]
- Caularthron kraenzlinianum H.G.Jones, Kleine Antillen.[2]